# Spintherobolus ankoseion
Spintherobolus ankoseion es una especie de peces de la familia Characidae en el orden de los Characiformes.

## Morfología
Los machos pueden llegar alcanzar los 2,8 cm de longitud total.
- Número de  vértebras: 32-33.[1]

## Hábitat
Vive en zonas de clima templado.

## Distribución geográfica
Se encuentran en Sudamérica: ríos entre el norte de Santa Catarina y el sur de  Paraná (Brasil ).